# Кам'яниця Шембека
Кам'яниця Шембека — житловий будинок на площі Ринок, 7 у Львові. Пам'ятка архітектури національного значення в комплексі (охоронний номер 326/6).

## Історія
Збудований у XVII столітті для представників польського шляхетського роду Шембеків.
У 2021 році проведено реставрацію кам'яниці. Ремонтували кам'яницю у декілька етапів. Зокрема, зчистили шари цементного розчину, яким у радянські часи був покритий камінь, з якого збудовано фасади кам'яниці. Відновлено також кам'яну скульптуру Діви Марії в ніші на фасаді другого поверху. Загалом відновлення пам'ятки коштувало близько одного мільйона гривень.

## Архітектура
Цегляний, чотириповерховий, на першому поверсі збереглися склепінчасті перекриття. Перший поверх рустований. Вікна трьох верхніх поверхів прикрашені наличниками та сандриками із замками. На фасаді другого поверху в ніші встановлена кам'яна скульптура Діви Марії.